# Jagati

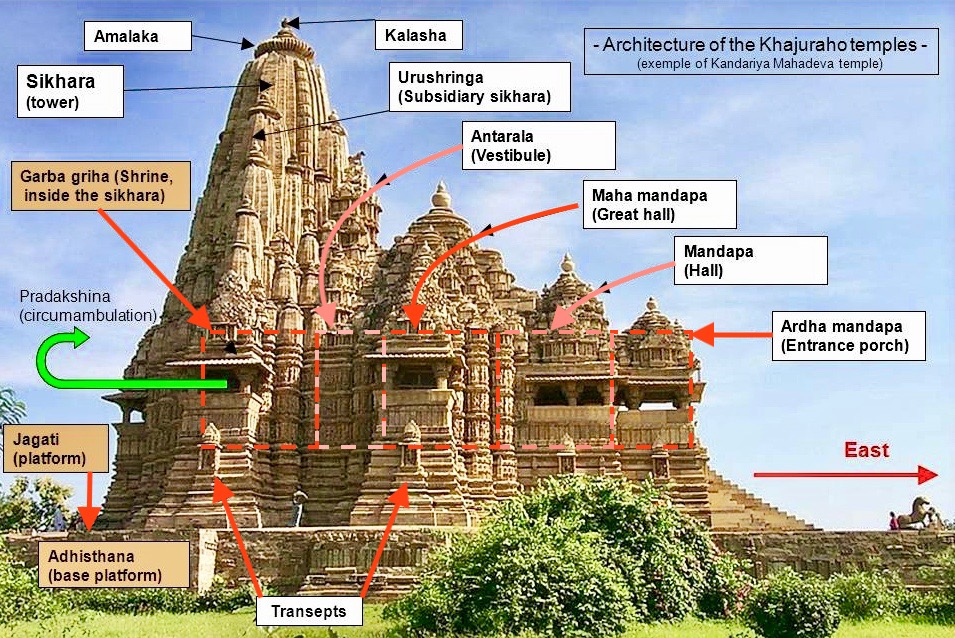
L'architecture des temples de Khajuraho montrant le Temple de Kandariya Mahadeva construit sur un jagati

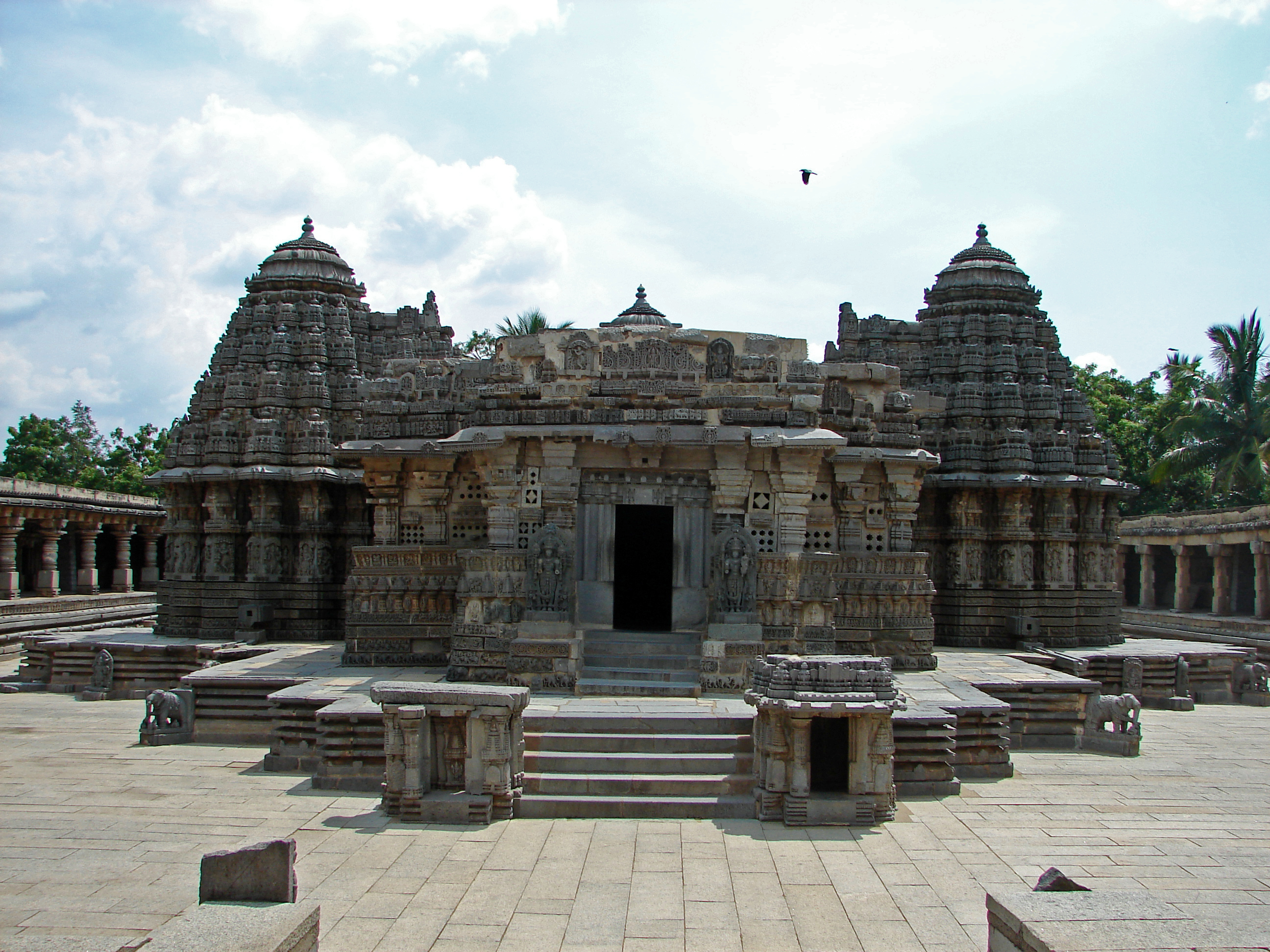
Le temple de Keshava à Somnathpur construit sur sa jagati

Une Jagati (IAST jagatī, la terre) est une plateforme sur laquelle certains temples hindouistes sont construits ,. Il s'agit de temples souvent isolés qui se séparent par leur hauteur (à l'inverse de ceux situés à l'intérieur d'enceintes)
La jagati repose sur une base appelée Adhishthana (IAST adhiṣṭhāna) qui augmente cette impression de hauteur . Les côtés de l'adhisthana sont parfois couverts de sculptures.
La jagati permet aussi la circumambulation (Pradakshina), c'est-à-dire la circulation des fidèles tournant autour du sanctuaire dans le sens des aiguilles d'une montre . Dans certains temples de grandes dimensions, cette circumambulation (IAST pradakṣiṇā) peut aussi être pratiquée dans un couloir entourant le cœur du sanctuaire. Un temple permettant la circumambulation intérieure est appelé sāndhāra (ceux où cela est impossible sont appelés nirandhāra).